# 補佐司教
補佐司教（ほさしきょう、ラテン語: episcopus auxiliaris, 英語: auxiliary bishop）は、カトリック教会の教区において、その司牧上必要があると思われる場合に、司教の要請によって1名または数名置くことができる、当該教区の司教を補佐する司教のことをいう。

## 概要
教会法上、継承権を有する協働司教（英語: coadjutor bishop）と異なり、補佐司教は司教座が空位になった際に継承権を有しない。教区司教の不在や重大な事情のある場合、教区司教の職務を代行する。
大規模な教区ほど多数の補佐司教を擁している。例えばメキシコシティ教区やローマ教区のように6 - 8名の補佐司教を擁する教区も存在する。

## 日本の補佐司教
2023年12月現在、大阪高松大司教区と東京大司教区に各1名の補佐司教が置かれている。